# María Bonita (telenovela)
María Bonita é uma telenovela colombiana produzida pela RTI Televisión e exibida pelo Canal Uno entre 3 de abril de 1995 e 8 de agosto de 1995.
Foi protagonizada por Adela Noriega e Fernando Allende e antagonizada por Margalida Castro.

## Sinopse
Esta história ocorre em Isla Fuerte, uma ilha no Caribe, onde Augusto Santos ( Julio César Luna ) está em seu terceiro mandato como presidente. Este pequeno país vive na produção de bananas e turismo. Um dia, María "Bonita" ( Adela Noriega ), uma bela cantora mexicana convidada pelo presidente para celebrar seu 60º aniversário. O que ela nunca imaginou foi que ela ficaria presa naquela ilha para sempre. Nem sabia que lá iria encontrar o amor de sua vida, José Santos ( Fernando Allende ).
Ele é o filho ilegítimo do presidente, que odeia seu pai por nunca ter reconhecido ele. José Santos promete vingar-se de seu pai. Mary estará no meio deles.
José Santos , bêbado, uma noite abusa Maria e a selva com a mesma marca que ela usa para seus animais. O jovem lamenta sua ação e pede desculpas à jovem que o odeia com os mesmos pontos fortes com os quais ela é inevitavelmente atraída por ele.
O tempo passa e Maria se apaixona por um dos filhos do presidente. Os jovens se casam e na lua de mel eles têm um acidente de carro em que María é o motorista . O jovem transforma o casamento em um tormento, fazendo Joseph ganhar terreno no coração do jovem cantor após o ato atroz da pousada.
Uma noite, o marido de Maria aparece misteriosamente assassinado. No começo, toda a culpa cai sobre ela, mas outro será o principal suspeito: José . Na verdade, tudo era um estratagema da linda Líbia ( Margalida Castro ), a irmã do presidente, para se livrar do filho bastardo de seu irmão e, aliás, vingar a morte de seu filho e fazer o cantor
Enquanto Maria decide começar uma vida longe de lá, José é preso em condições subumanas em uma prisão de máxima segurança onde a Líbia ordena submeter o homem a todos os tipos de tortura física e mental para aniquilá-lo pouco a pouco.
O companheiro de celular de José assegura saber a existência de um tesouro e dá as indicações precisas para encontrá-lo para José , que ainda conserva suas faculdades mentais bem, apesar de não poder dizer o mesmo de seu físico e mesmo de sua voz que tem perdido por causa da desnutrição.
María decide deixar o mundo artístico e, por acaso, ela se tornará a mãe de uma adolescente quase adolescente que levará sob sua tutela e a quem ela se dedicará corpo e alma a se prometer se esquecer de José, a quem ela acredita realmente culpada do assassinato de seu marido.
Um fogo aleatório faz a prisão onde José está preso completamente destruído. As vítimas estão completamente desfiguradas e quase não é possível reconhecê-las. Confundindo o corpo carbonizado de seu companheiro de celda com o dele, todos dão a José por morte, que conseguiu fugir e é ajudado por freiras que, impressionadas com a infeliz aparência do jovem, se encarregam dele.
Cinco anos se passaram e Maria é novamente convidada pelo presidente que quer fazer uma ardósia limpa. A menina aceita e faz uma apresentação musical em homenagem ao 65º aniversário do presidente, apesar da hostilidade de alguns membros da família, como a Líbia , Imelda ou Augusto , seus dois filhos.
Quando a garota termina a performance e todos estão prontos para desfrutar a noite, um homem bonito e milenar chamado Damar se aproxima da menina para convidá-la a dançar. Algo em seu olhar é familiar para María, que, no entanto, está longe de assumir que é o próprio José com uma nova identidade e já se recuperou de todas as conseqüências físicas que permaneceu de seu enxuidor, embora os emocionais continuem sendo muito presente
Em seguida, começa uma vingança terrível, onde Joseph , agora Damar , ir derrubando um a um todos os seus inimigos e onde os eventos mais inesperados não só requerem que você tome o seu plano em outras direções, mas vai colocar frente a frente com sua própria filha, Vai ser a filha adotiva de Maria

## Elenco
- Adela Noriega.... María "Bonita" Reynoso
- Fernando Allende.... José Santos Rammand "El Diablo" / Damar Santoyo
- Julio César Luna.... Augusto Santos
- Margalida Castro.... Libia Santos Brusual
- María Eugenia Dávila .... La Maga Segrera
- Margoth Velásquez...."Matea"
- César Mora....Jacinto Barba
- Bruno Díaz.... Calancho
- Luis Fernando Orozco
- Robinson Díaz.... Carlos Santos
- Adriana Vera....Evita Santos
- Flora Martínez.... Imelda Santos
- Felipe Solano.... Juan Jose Carvajales
- Juan Pablo Shuk.... Rodrigo Santos
- Iris Oyola
- Ana María Hoyos.... Kathy Albarracín
- Sandra Pérez.... Lupe
- José Rojas.... Claudio Carvajales
- Jorge Romero.... Alirio
- José Saldarriaga.... Vicente Reynoso
- Carmen Marina Torres.... Tona
- Katherine Vélez
- María Eugenia Arboleda
- Rita Bendeck
- Liana Gretel
- John Ceballos.... Camilo

## Prêmios e indicações

### Prêmios TVyNovelas
| Ano  | Categoria                 | Nomeado          | Resultado |
| ---- | ------------------------- | ---------------- | --------- |
| 1996 | Melhor telenovela         | María Bonita     | Nomeada   |
| 1996 | Melhor atriz protagonista | Adela Noriega    | Nominada  |
| 1996 | Melhor ator protagonista  | Fernando Allende | Nomeado   |
| 1996 | Melhor atriz antagonista  | Margalida Castro | Ganhadora |